# Liste der Baudenkmale in Mosgiel
Die Liste der Baudenkmale in Mosgiel umfasst alle vom New Zealand Historic Places Trust (NZHPT) als „Historic Place“ oder „Historic Area“ eingestuften Baudenkmale und Flächendenkmale der neuseeländischen Ortschaft Mosgiel. Die Angaben stammen aus dem Register des NZHPT. Die Bezeichnungen der Baudenkmale orientieren sich an diesem Register. In die Liste werden auch bekannte Wahi Tapu (Area), kulturell und religiös bedeutsame Stätten und Gebiete der Māori, aufgenommen. Sie werden jedoch meist nicht publiziert.

| Bild           | Bezeichnung                      | Ort     | Anschrift                                     | Beschreibung                                 | Bauzeit         | Eintrag            | Nummer | Kat. |
| -------------- | -------------------------------- | ------- | --------------------------------------------- | -------------------------------------------- | --------------- | ------------------ | ------ | ---- |
| weitere Bilder | Mosgiel Woollen Factory          | Mosgiel | Factory Road Karte                            | Fabrik für Wolltuche                         | 1860–1862 (ca.) | 19. März 1986      | 0351   | 1    |
| BW             | Janefield                        | Mosgiel | 222-224 Factory Road Karte                    | Wohnhaus einer Farm, siehe auch Eintrag 4735 | 1851 (ca.)      | 27. Juli 1988      | 4736   | 1    |
| BW             | Janefield (Barn)                 | Mosgiel | 222-224 Factory Road Karte                    | hölzerne Scheune, siehe auch Eintrag 4736    | n.a.            | 25. September 1986 | 4735   | 2    |
| BW             | Johnstone Farmhouse              | Mosgiel | Ashton Street, Johnstone Farm Karte (ungenau) | Wohnhaus einer Farm                          | 1861            | 24. Februar 1994   | 7146   | 2    |
| BW             | National Airways Hangar (Former) | Mosgiel | Stedman Road, Taieri Airfield Karte           | Flugzeughangar, ehemaliger                   | 1936 (ca.)      | 19. April 1990     | 5243   | 2    |